# Traité de Fort Pitt

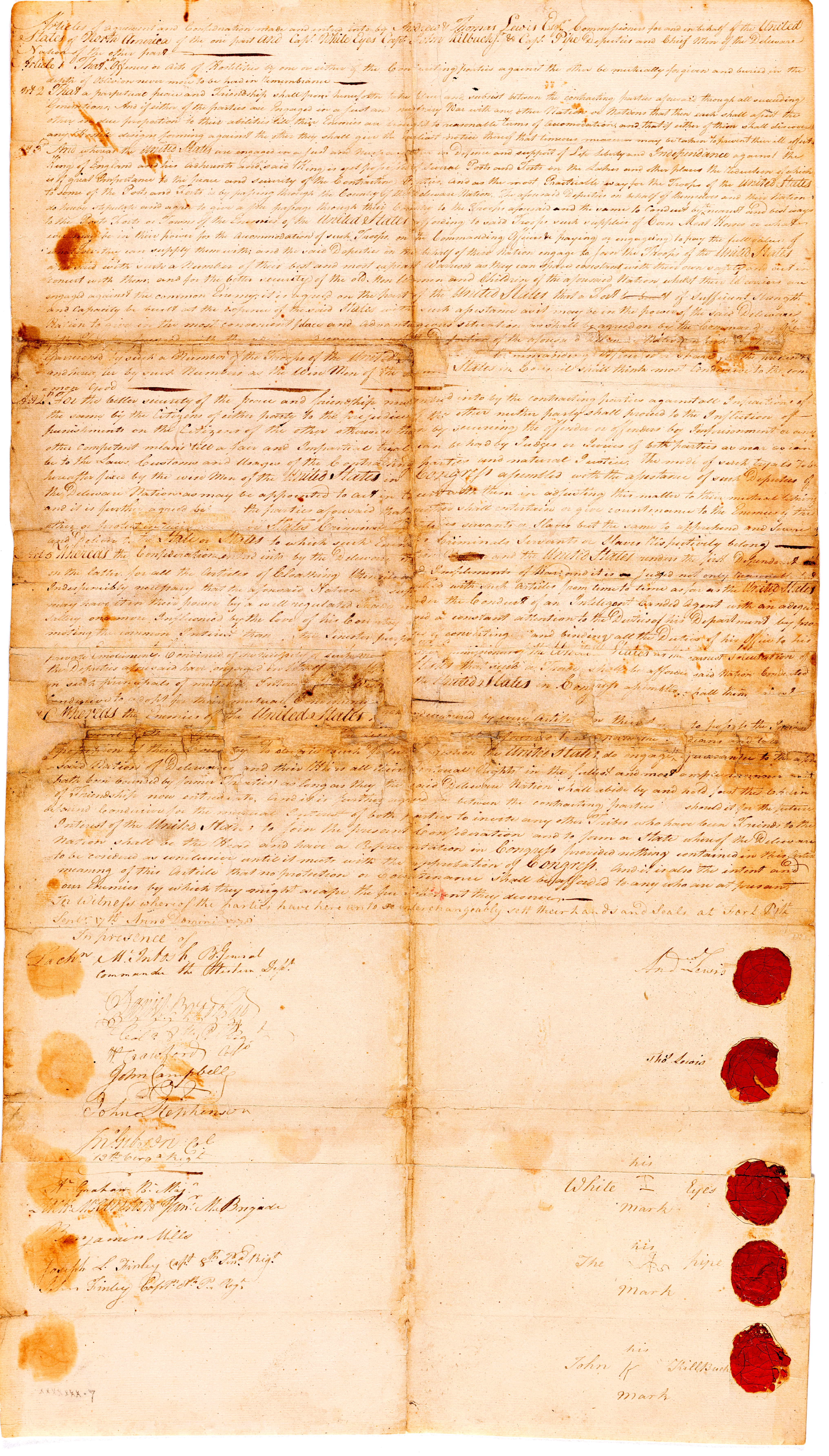
Traité de Fort Pitt, signé le 17 septembre 1778.

Le traité de Fort Pitt, également connu sous le nom de traité avec les Lenapes, traité des Lenapes, ou le quatrième traité de Pittsburgh, a été signé le 17 septembre 1778 et a été le premier traité écrit entre le nouveau pays des États-Unis et les Amérindiens — les Lenapes (ou Delawares) en l'occurrence. Bien que de nombreux traités informels ont eu lieu avec les Amérindiens au cours de la Révolution américaine entre 1775 à 1783, c'est le seul qui a donné lieu à un document officiel. Il a été signé à Fort Pitt, Pennsylvanie, site actuel du centre-ville de Pittsburgh. Il s'agissait essentiellement d'un traité d'alliance formel.
Le traité accorde aux États-Unis la permission de voyager sur le territoire Lenape et a appelé les Lenapes à apporter aux troupes américaines toute aide qui leur serait nécessaire dans leur guerre contre les Britanniques, y compris l'utilisation de leur propre guerriers. Les États-Unis prévoyaient d'attaquer les Britanniques au Fort Détroit, et l'amitié avec les Lenapes était essentielle pour leur succès.
En échange, les États-Unis ont promis « des articles de vêtements, d'ustensiles et de matériel de guerre », et de construire un fort au pays des Lenapes « pour une meilleure sécurité des vieillards, des femmes et des enfants ... lorsque leurs guerriers sont engagés contre l'ennemi commun ». Bien que ne faisant pas partie du traité écrit, les commissaires ont souligné l'alliance américaine avec la France et visaient à ce que les Lenapes deviennent des alliés actifs dans la guerre contre les Britanniques.
Selon Daniel Richter dans Facing East from Indian Country, les Lenapes perçurent l'accord comme « simplement un libre passage » de troupes révolutionnaires et la construction d'un fort protecteur pour défendre les colons blancs. Les dirigeants américains envisageaient d'utiliser le fort pour des campagnes offensives et ont écrit dans le traité que les Lenapes pourraient attaquer leurs voisins autochtones.
Le traité a également reconnu les Lenapes comme une nation souveraine et a garanti leurs droits territoriaux, encourageant même les autres tribus de la vallée de l'Ohio favorables aux États-Unis à former un État dirigé par les Lenapes avec représentation au Congrès américain. Cette mesure extraordinaire avait peu de chance de succès, et certains suggèrent que les auteurs du traité ont été sciemment malhonnêtes et fourbes. D'autres suggèrent qu'il s'agissait du chef des Lenapes White Eyes qui a proposé cette mesure, espérant que les Lenapes et d'autres tribus pourraient devenir le quatorzième État des États-Unis. En tout cas, il n'a jamais été mis en application par les États-Unis ou par les Lenapes.
Après moins d'un an les Lenapes ont exprimé des griefs au sujet du traité. Une délégation de Lenapes s'est rendue à Philadelphie en 1779 pour exprimer au Congrès continental leur insatisfaction, mais rien n'a changé et la paix entre les États-Unis et les Lenapes s'est effondrée. Le chef des Lenapes, White Eyes, est mort dans des circonstances mystérieuses, et les Lenapes ont bientôt rejoint les Britanniques dans la guerre contre les États-Unis.
Les signataires du traité étaient White Eyes, Hopocan, et Gelelemend pour les Lenapes, et Andrew Lewis et Thomas Lewis pour les Américains. Les témoins comprenaient le général de brigade Lachlan McIntosh, le colonel Daniel Brodhead et le colonel William Crawford.